# Dolmen von Roc’h Toul
Der Dolmen von Roc’h Toul (auch Dolmen von Roc’h Du oder Dolmen von Kerroland genannt) liegt in Maël-Pestivien bei Callac im Département Côtes-d’Armor in der Bretagne in Frankreich. Dolmen ist in Frankreich der Oberbegriff für Megalithanlagen aller Art (siehe: Französische Nomenklatur). 
Roc’h Toul ist ein Dolmen auf einem Hügel am Rande der Heidelandschaft. Die Reste des Dolmens bestehen aus der großen Deckenplatte von etwa 4,0 × 2,0 m, die auf zwei Tragsteinen aufliegt. Ansonsten sind noch zwei nichttragende Seitensteine erhalten.
Auf der anderen Straßenseite befinden sich die Überreste der kleinen keltischen Stele von Kerroland.
Der Ort ist nicht zu verwechseln mit der gleichnamigen Höhle Roc’h Toul in Guiclan bei Morlaix im Département Finistère.